# Montauk
Montauk è un census-designated place (CDP) degli Stati Uniti d'America, situato nello stato di New York, nella contea di Suffolk.

## Storia

### XVII secolo
Montauk prende il nome dalla tribù Montaukett, una tribù algonchina che viveva nella zona. Nel 1614 l'esploratore olandese Adriaen Block incontrò la tribù a Montauk Point, che chiamò Hoeck van de Visschers ovvero "Punto dei pescatori". Nel 1637 i Montaukett, per protezione, si schierarono con i coloni del New England nella guerra Pequot del Connecticut. In seguito i Montaukett vendettero Gardiners Island ai coloni. Nel 1648 quella che sarebbe diventata la città di East Hampton (prima Maidstone) fu venduta ai coloni dalla colonia del Connecticut e dalla colonia di New Haven pur conservando le terre ad est, dalle colline che sorgono sopra dove sorgeva Fort Napeague fino a Montauk Point. Il confine occidentale dell'odierno Hither Hills State Park è noto anche come 1648 Purchase Line (linea d'acquisto del 1648).

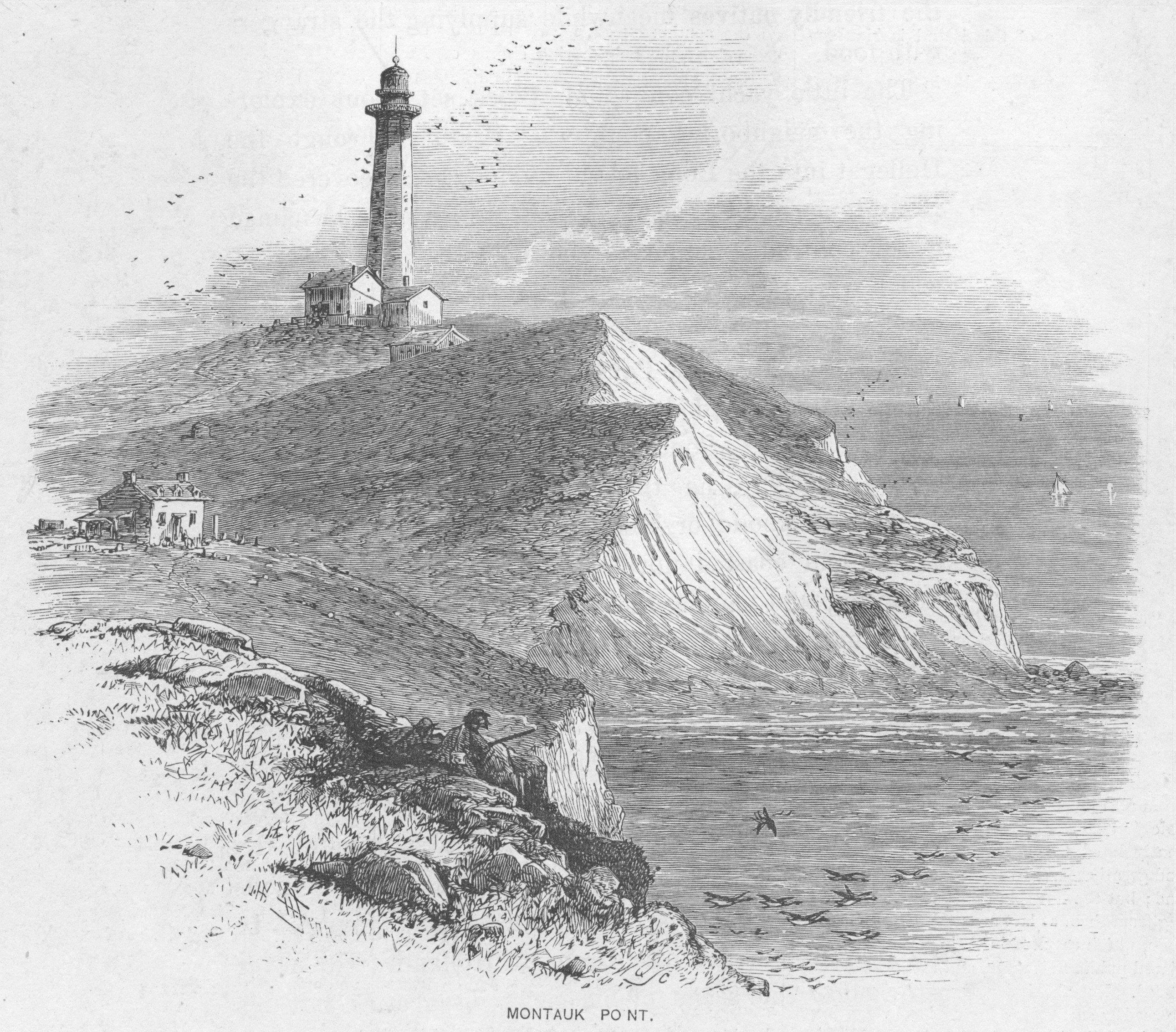
Montauk Point

Nel 1653 i Narragansett sotto ordine del capo Ninigret attaccarono e bruciarono il villaggio dei Montaukett, uccidendo 30 persone e catturando una delle figlie del capo Wyandanch. La figlia fu recuperata con l'aiuto di Lion Gardiner (che come ricompensa ricevette un'ampia porzione di Smithtown, in segno di apprezzamento). I Montaukett, devastati dal vaiolo e temendo lo sterminio da parte dei Narragansett, ricevettero un rifugio temporaneo dai coloni bianchi ad East Hampton. Seguirono molte battaglie brevi ma famose che terminarono nel 1657. Fort Pond Bay prende il nome da un "forte" di Montaukett sulla sua riva. Nel 1661 fu emesso un atto intitolato "Ye deed of Guift" che concedeva a tutte le terre a est di Fort Pond l'uso  sia degli indiani che dei coloni.
Ulteriori accordi di acquisto furono stipulati nel 1661, 1672 e 1686 che consentirono ai cittadini di East Hampton di pascolare il bestiame nelle terre dei Montaukett. Mentre alcune terre erano protette negli accordi come terreni forestali, tutta Montauk era mantenuta dai cittadini come una proprietà privata per l'allevamento e la pesca. Considerando che Montauk fu gestito come allevamento di bestiame sin da allora, è considerato il più antico ranch degli Stati Uniti.
Nel 1660 la vedova di Wyandanch vendette tutta Montauk da Napeague alla punta dell'isola per 100 sterline da pagare in 10 rate uguali di "mais indiano o buon wampum a sei per un centesimo". Tuttavia alla tribù doveva essere permesso di rimanere sulla terraferma, di cacciare e pescare a piacimento e di raccogliere le code e le pinne delle balene che si trovavano morte sulle rive di East Hampton. I funzionari della città che  acquistarono la terra presentarono però una domanda di rimborso per il rum che avevano fornito alla tribù. La tribù avrebbe continuato a risiedere nel luogo fino al XIX secolo nell'area intorno al Big Reed Pond, in quelli che sarebbero stati chiamati "Indian Fields".
Nel 1686 il governatore di New York, Thomas Dongan, emise un brevetto che creava il sistema di governo per East Hampton. Il brevetto non si estendeva però fino a Montauk, da allora questa mancanza di autorità ha costituito la base per varie controversie sul controllo del territorio.

### XVIII secolo
Durante l'assedio di Boston una nave britannica visitò la baia di Fort Bay Pond nel 1775 in cerca di provviste, in particolare bestiame. John Dayton, che aveva poche truppe a sua disposizione su una collina sopra la baia, finse di averne un numero maggiore facendole spostare avanti e indietro attraverso la collina e rigirando i loro cappotti (una tattica riferita come "l'astuzia di Dayton").
Nel 1781 l'HMS Culloden si incagliò vicino a quello che oggi viene chiamato Culloden Point mentre inseguiva una fregata francese, la nave fu affondata ma i suoi resti furono scoperti negli anni 1970. Ora è nel registro nazionale dei luoghi storici ed è l'unico parco sottomarino dello stato di New York.

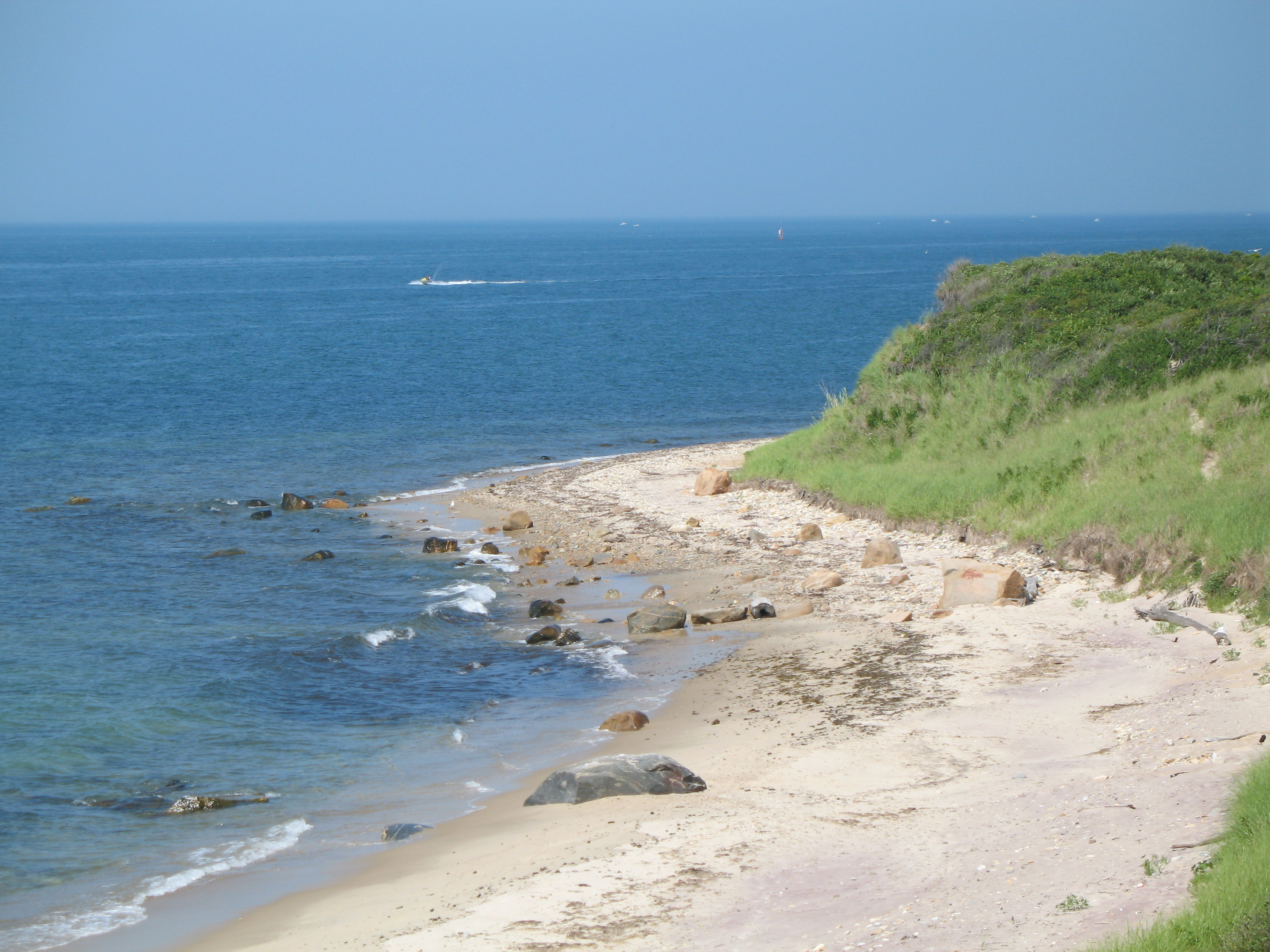
Sito dell'incagliamento della HMS Culloden

Il primo insediamento di Montauk fu costruito sulla baia di Fort Pond vicino a quella che oggi è la stazione ferroviaria della Long Island Rail Road.
Nel 1792 il Congresso autorizzò la costruzione del faro di Montauk, completato nel 1796.

### XIX secolo
Nel 1839 gli schiavi che avevano sequestrato la goletta la Amistad sbarcarono nel villaggio in cerca di viveri, dopo essere stati informati dall'equipaggio bianco che sarebbero tornati in Africa. Le autorità americane furono allertate e gli schiavi furono catturati ed infine liberati, in un processo storicamente significativo.

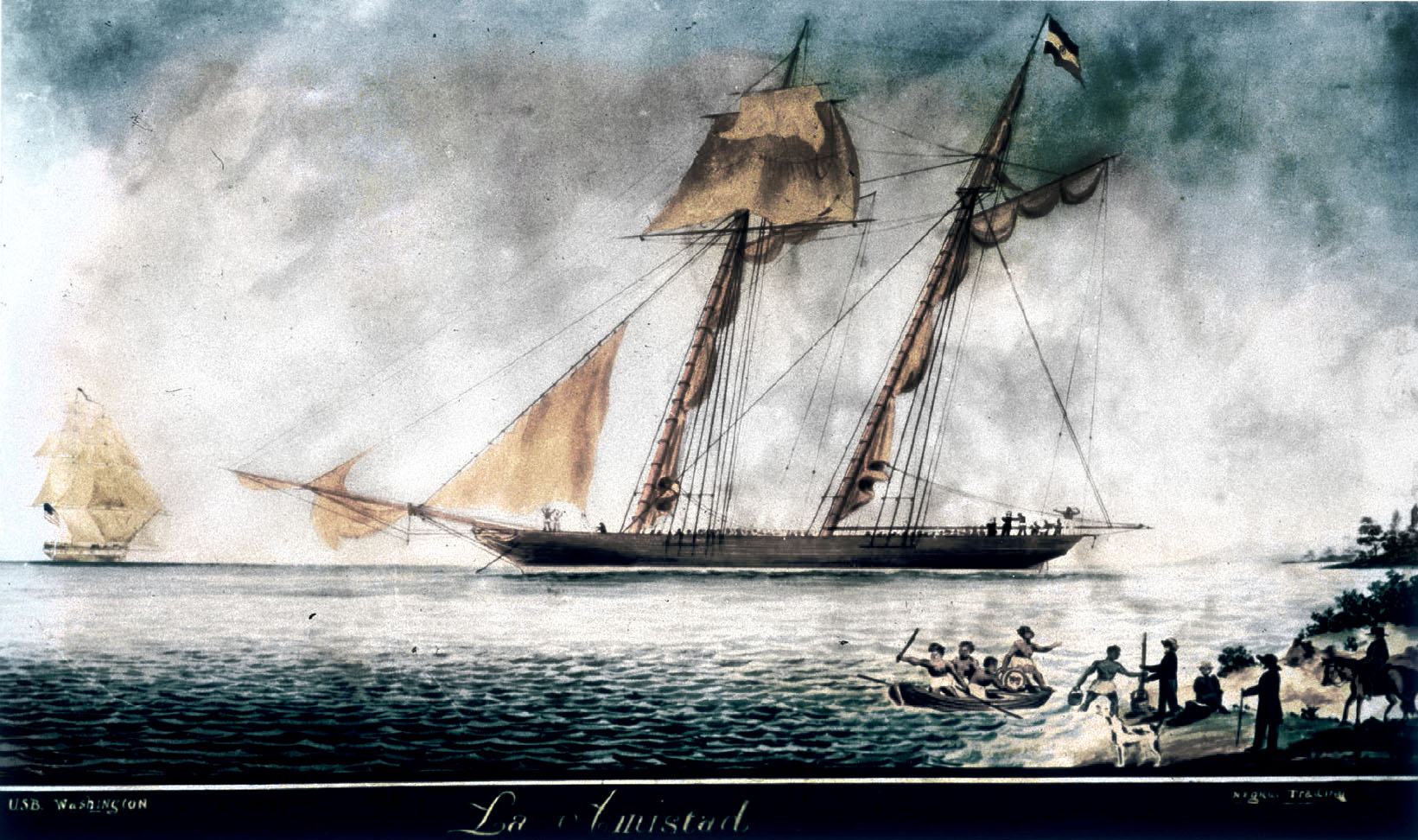
La USS Washington e la Amistad

Nel 1851 fu emessa una sentenza contro i Fiduciari dei Freeholders and Commonalty della città di East Hampton che tentarono di acquistare la proprietà di Montauk ed il 9 marzo 1852 fu dato un atto ai querelanti Henry P. Hedges ed altri, poiché i loro predecessori contribuirono ad acquistare Montauk dagli indiani nativi Montaukett 2 secoli prima. Questo atto causò la divisione delle terre coperte dal brevetto di Dongan, lasciando instabilità a Montauk. Meno di un mese dopo, il 2 aprile 1852, fu approvata una legge statale che includeva i proprietari, istituendo la corporazione dei fiduciari di Montauk e affermando il loro diritto a governare.
Stephen Talkhouse fu presentato nel 1867 da P. T. Barnum come "l'ultimo re dei Montauk". Talkhouse divenne famoso per le sue passeggiate da Indian Fields a New York.
Nel 1879 Arthur W. Benson pagò 151 000 dollari per 10 000 acri (40 km²) per l'estremità orientale di Long Island. Benson ricevette anche un titolo sulla proprietà dei Montaukett a Big Reed Pond, acquistandola dai membri della tribù per 10 $ ciascuno. La legittimità della transazione è ancora contestata in tribunale dalla tribù. La costruzione iniziò nel 1882 su sette cottage in stile Shingle, progettati da Stanford White. La più importante delle sei case della Montauk Association è Tick Hall, attualmente di proprietà dell'intrattenitore Dick Cavett.
Il primo treno dall'estensione ferroviaria di Austin Corbin, della Long Island Rail Road, è arrivato alla stazione Montauk nel 1895, su un terreno acquistato nel 1882. Corbin progettò di trasformare Montauk in una "scorciatoia", risparmiando un giorno a tratta, per i viaggi tra New York City e Londra: le navi sarebbero attracchate al terminal di Fort Pond Bay ed i passeggeri avrebbero viaggiato in treno fino a New York a 97 km/h. Corbin costruì il molo sulla baia di Fort Pond ma i piani non si concretizzarono mai, poiché, tra le altre cose, si scoprì che la baia di Fort Pond era troppo bassa e rocciosa per gestire le navi oceaniche.
Nel 1898, dopo il fallimento dei piani di Benson e Corbin di far fiorire il luogo, l'esercito degli Stati Uniti acquistò la proprietà di Benson per stabilire una base militare chiamata Camp Wikoff, per mettere in quarantena il personale dell'esercito di ritorno dalla guerra ispano-americana. Tra i soldati in quarantena di ritorno c'erano Theodore Roosevelt ed i suoi Rough Riders. Tuttavia diversi soldati morirono durante la quarantena, portando la visita del presidente William McKinley.

### XX secolo
Nel 1924 Robert Moses trasformò la terra di Benson in parchi statali su entrambe le estremità di Montauk - l'Hither Hills State Park ad ovest ed il Montauk Point State Park ad est. I due parchi dovevano essere collegati tramite la Montauk Point State Parkway.
Nel 1926 Carl G. Fisher acquistò la maggior parte della parte orientale di Long Island per 2,5 milioni di dollari. Egli progettò di trasformare Montauk nella "Miami Beach del Nord", un "villaggio Tudor in riva al mare". I suoi progetti includevano l'apertura di un buco attraverso il lago d'acqua dolce Montauk per accedere al Block Island Sound per sostituire la baia poco profonda di Fort Pond come porto del villaggio, l'istituzione del Montauk Yacht Club e del Montauk Downs Golf Course, la costruzione del Montauk Manor, un resort hotel di lusso, del Montauk Tennis Auditorium (che divenne in seguito un cinema ed ora è il Montauk Playhouse) e del Carl Fisher Office Building, di 6 piani (in seguito chiamato Montauk Improvement Building ed ora The Tower at Montauk, un condominio residenziale). Quest'ultimo edificio rimane l'edificio occupato più alto di East Hampton, poiché le ordinanze di zonizzazione hanno limitato le altezze degli edifici successivi. I circa 30 edifici costruiti da Fisher tra il 1926 e il 1932 furono progettati in stile Tudor revival. Fisher ebbe sviluppato con successo Miami Beach prima di iniziare il suo progetto a Montauk, ma anche se  continuò a versare soldi nello sviluppo del luogo, precisamente 12 milioni di dollari, alla fine perse la sua fortuna a causa del crollo di Wall Street del 1929 e la maggior parte dee sue imprese furono chiuse. Altri hotel aperti all'epoca del progetto Fisher includono il Gurney's Inn, costruito da W. J. e Maude Gurney, che aveva gestito un hotel di Fisher a Miami Beach.

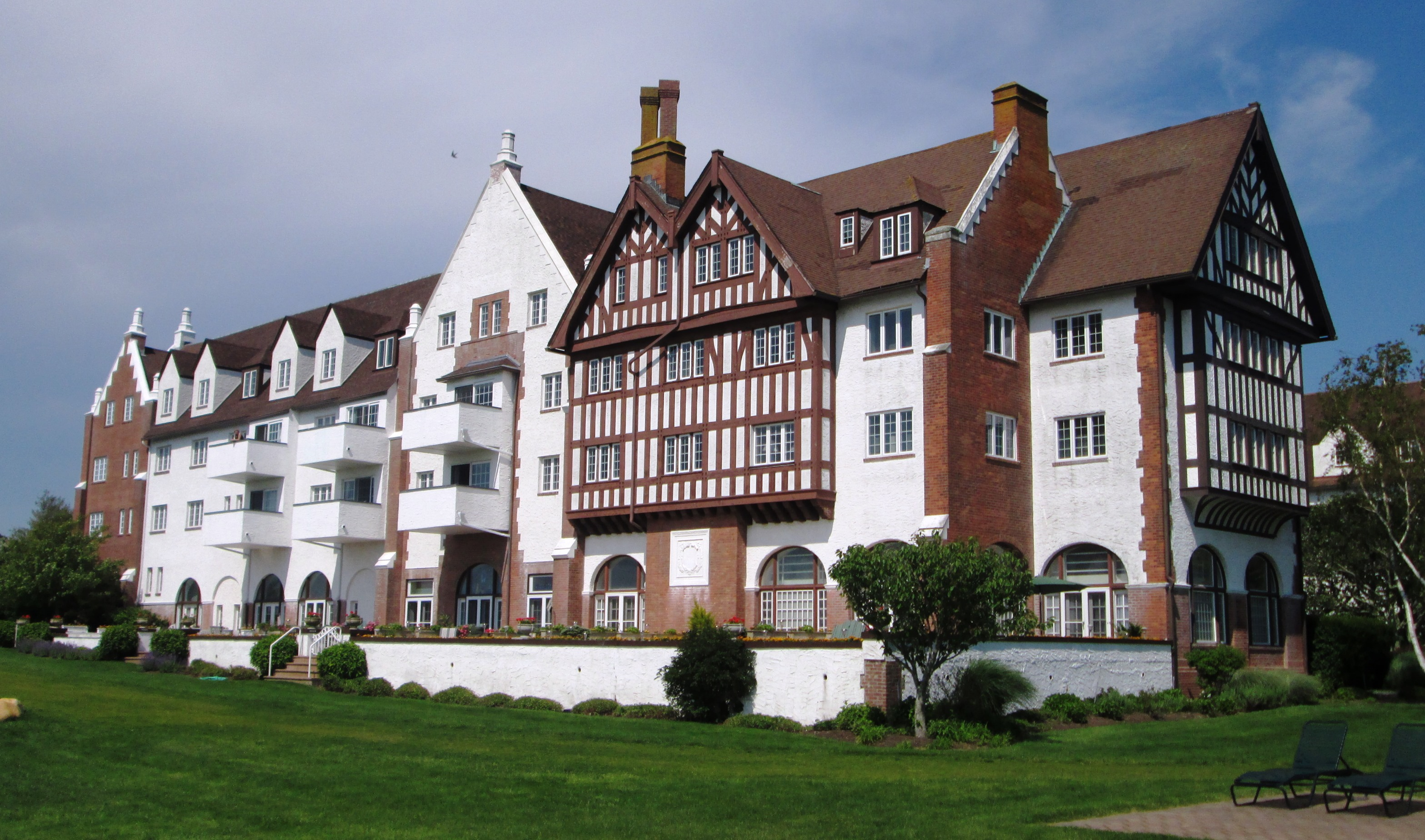
Il Montauk Manor, costruito da Carl G. Fisher nel 1926

Nel grande uragano del 1938 l'acqua inondò Napeague, trasformando Montauk in un'isola. Le inondazioni dell'uragano hanno inondarono la downtown, spostandola a 5 km a sud, immediatamente sull'Oceano Atlantico.
Durante la seconda guerra mondiale la Marina degli Stati Uniti acquistò la maggior parte dell'estremità orientale di Long Island, incluso il Montauk Manor, per trasformarla in una base militare. Fort Pond Bay divenne una base per idrovolanti. L'esercito degli Stati Uniti istituì Camp Hero con cannoni da 16 pollici (410 mm), per proteggere le rotte di navigazione di New York. Diversi bunker in cemento furono costruiti lungo la costa, incluso uno immediatamente ad est del faro di Montauk. Gli edifici della base furono camuffati in modo da apparire dall'alto come un villaggio di pescatori.
Nel 1951 il pescatore sportivo Frank Mundus iniziò a condurre viaggi di pesca dal lago di Montauk, inizialmente alla ricerca di pesce azzurro, ma presto scoprì che la pesca degli squali era più redditizia. Lo sport della "pesca dei mostri" divenne così l'attrazione principale di Montauk.
Il 1 settembre 1951 il Pelican, capitanato da Eddie Carroll, si capovolse nelle secche al largo di Montauk Point, provocando la morte di 45 tra passeggeri e membri dell'equipaggio. Il Pelican, 13 m, trasportava 64 persone, la maggior parte delle quali aveva preso i treni del pescatore da New York City. L'imbarcazione lasciò il molo di Fishangrila, a Fort Pond Bay, alle 7:30, gravemente sovraccaricata. dopo aver pescato nell'Oceano Atlantico sul lato sud di Montauk per diverse ore, tornò indietro, incontrando però problemi al motore lungo il tragitto. Il tempo divenne tempestoso ed un vento da nord-est si sviluppò contro una marea in uscita, provocando onde stazionarie di diversi metri ad Endeavour Shoals, appena al largo di Montauk Point. La nave divenne instabile nel suo stato di sovraccarico e si capovolse, per poi affondare alle 14:10. Le navi vicine furono in grado di salvare solo 19 passeggeri. Il relitto fu messo in sicurezza dal leggendario pescatore sportivo Mundus e trasportato nel lago Montauk dalla guardia costiera. A seguito del disastro, sono state adottate a livello nazionale nuove e rigorose norme in materia di sovraccarico dei pescherecci.
Nel 1957 l'esercito chiuse Camp Hero e fu rilevato dall'Aeronautica degli Stati Uniti, che nel 1958 costruì un radar AN/FPS-35 largo 30 metri e fu eretto un enorme edificio per ospitare i suoi computer.

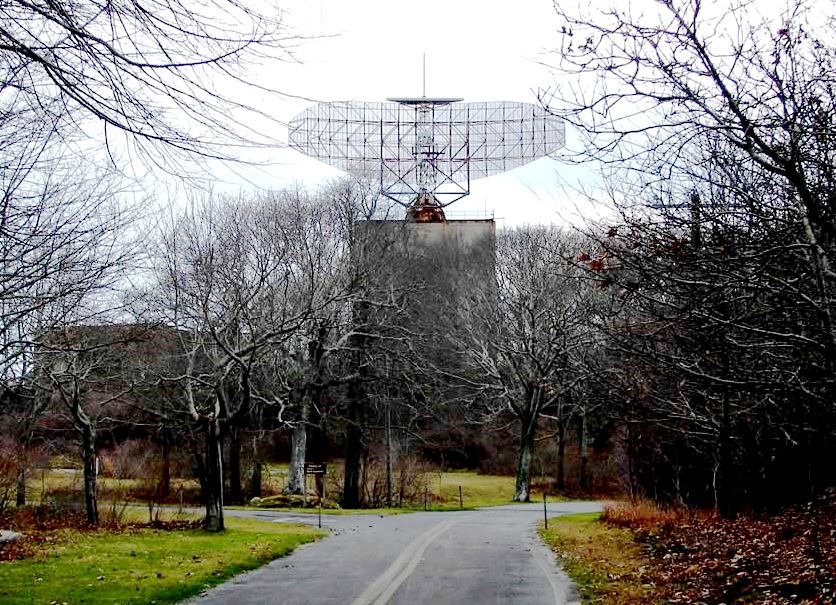
Il radar ANFPS-35 di Camp Hero

Nel 1959, in seguito al dibattito in cucina tra il vicepresidente degli Stati Uniti Richard Nixon ed il premier sovietico Nikita Chrushchev, i progettisti delle cucine, tra cui Raymond Loewy, annunciarono l'intenzione di vendere case prefabbricate a prezzi accessibili, chiamate Leisurama, da utilizzare come seconde case. 
Nel 1967 la Guardia Costiera degli Stati Uniti annunciò l'intenzione di abbattere il faro di Montauk per sostituirlo con una torre d'acciaio più alta. L'erosione aveva ridotto il suo cuscinetto dal bordo della scogliera, da 91 m, quando fu costruito, a meno di 30 m. Dopo le proteste, la guardia costiera si  ritirò dal progetto. Nel 1982 la base dell'aeronautica venne formalmente chiusa e l'esercito iniziò a vendere le sue proprietà in eccesso.
La Montauk Friends of Olmsted Parks LLC è stata fondata nel 1994 per proteggere un vasto sistema di spiagge, proprietà sul lungomare e strade.
Nel 1995 Montauk è diventata la culla della tecnica del surfcasting estremo conosciuta come skishing. Lo sport prevede l'indossare una muta e le pinne e nuotare nell'oceano con canna e mulinello, per catturare i pesci mentre si va alla deriva.

### XXI secolo
Nell'ottobre del 2007 un peschereccio ha tirato su una grande ancora del XIX secolo, che si ipotizza fosse stata persa dalla Great Eastern nel 1862.
Nel 2008 una carcassa non identificabile nota come mostro di Montauk è stata scoperta vicino al business district della cittadina, con molte speculazioni sulla sua identità.
Nell'agosto 2016 l'OCEARCH ha designato le acque al largo di Montauk ed il resto della costa meridionale di Long Island, come terreno di nascita per i grandi squali bianchi.

## Luoghi d'interesse
Tra gli appassionati di musica rock la cittadina è nota per il Memory Motel, che ha ispirato l'omonima canzone dei Rolling Stones.